# HMS Swiftsure (1903)
L'HMS Swiftsure, in origine chiamata Constitución, fu la capoclasse della classe Swiftsure di corazzate pre-dreadnought della Royal Navy. La nave fu ordinata dalla marina cilena ma fu poi acquistata dal Regno Unito per cercare di fermare la corsa agli armamenti tra la marina cilena e argentina. Durante il servizio britannico la nave servì inizialmente nelle Home e Channel Fleet prima di essere trasferita alla Mediterranean Fleet nel 1909. Si riunì alla Home Fleet nel 1912 e fu trasferita alla East Indies Station nel 1913 per fungere da ammiraglia.
Dopo l'inizio della prima guerra mondiale, nell'agosto 1914, la Swiftsure scortò convogli di truppe nell'oceano indiano, fino a quando non fu spostata al pattugliamento del canale di Suez nel dicembre dello stesso anno. Dopo aver difeso il canale all'inizio del 1915 dagli attacchi ottomani, la nave fu trasferita nei Dardanelli nel febbraio 1915 e prese parte alle azioni della campagna di Gallipoli bombardando le fortificazioni ottomane dell'area. La Swiftsure fu assegnata a partire dal 1916 a compiti di scorta convogli nell'Atlantico, fino a quando non fu posta in disarmo nell'aprile 1917 per fornire uomini per formare nuovi equipaggi per navi antisommergibile. Nella metà del 1918 la nave fu disarmata per essere utilizzata come blockship, navi silurate appostitamente per bloccare aree di mare o imboccture di porti, in un teorico secondo raid su Ostenda. La Swiftsure fu venduta per essere demolita nel 1920.

## Progetto e descrizione
La Swiftsure fu ordinata dal Cile, col nome Constitución, insieme alla gemella Libertad, in risposta all'acquisto argentino di 4 incrociatori corazzati dall'Italia, all'interno del clima di sfida crescente con l'Argentina. Alla fine della crisi, problemi finanziari obbligarono il Cile a vendere l'unità e la sua gemella all'inizio del 1903. La paura che la Russia potesse comprare le navi spinse il Regno Unito a comprarle. Le navi, ancora incomplete, furono acquistate il 3 dicembre 1903 per 2 432 000 £. La nave era stata progettata secondo le specifiche cilene, in particolare il dover entrare nel bacino di carenaggio di Talcahuano, e fu sempre considerata dai britannici una corazzata di seconda categoria.

### Caratteristiche generali
La Swiftsure aveva una lunghezza fuori tutto di 144,9 m, una larghezza al baglio massimo di 21,7 m e un'immersione di 8,7 m a pieno carico. Dislocava 12 370 t con carico standard e 14 060 t a pieno carico. In quest'ultima configurazione aveva un'altezza metacentrica di 1,22 m. Nel 1906 l'equipaggio a bordo era composto da 729 uomini tra ufficiali e marinai.

### Propulsione
La nave era propulsa da due motori a vapore a quattro cilindri invertiti a tripla espansione verticale, ognuno con il proprio asse dell'elica. Una dozzina di caldaie Yarrow a tubi d'acqua producevano il vapore necessario per il funzionamento dei motori, producendo un totale di 9 300 kW, che permettevano alla nave di raggiungere la velocità di progetto di 19,5 nodi. I motori si dimostrarono più potenti del previsto e la Swiftsure superò i 20 nodi durante le prove in mare. Il carico massimo di carbone era di 2 081 t, abbastanza per navigare per 6210 miglia nautiche a 10 nodi. Durante il servizio la nave e la sua gemella si rivelarono molto più economiche da operare di quanto preventivato, con un'autonomia stimata di 12 000 miglia nautiche a 10 nodi.

### Armamento
La nave era armata con quattro cannoni 254/45 Mk VI in due torrette binate, a prua e apoppa delle sovrastrutture. I cannoni sparavano proiettili da 227 kg con una velocità alla volata di 810 m/s. Questo permetteva una gittata massima di 13 500 m all'elevazione massima di 13,5°. Il ciclo di fuoco del cannone durava 15 secondi. Ogni cannone aveva 90 proiettili a bordo.

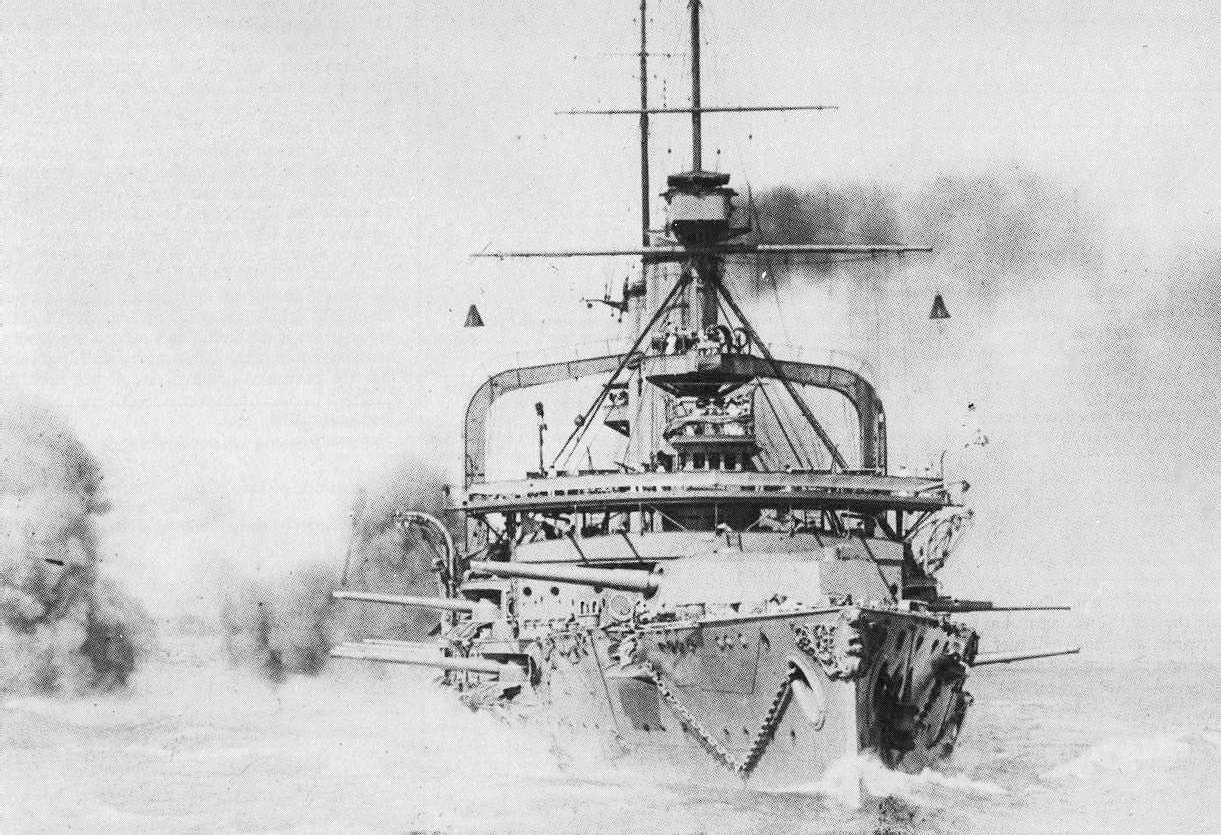
HMS Swiftsure durante un'esercitazione di tiro nelle indie orientali nell'estate del 1913.

L'armamento secondario della Swiftsure consisteva in 14 cannoni 191/50 Mk III. Dieci cannoni erano montati in una batteria centrale sul ponte principale. Gli altri quattro erano montati sul ponte di coperta in casematte laterali ai due alberi. Uno dei maggiori problemi dei cannoni in batteria era che erano troppo bassi sul pelo dell'acqua, solo 3 m sopra al pelo dell'acqua a pieno carico, ed erano quindi inutilizzabili ad alte velocità o con mare mosso, dato che le volate toccavano l'acqua con un rollio maggiore di 14°. I cannoni sparavano un proiettile da 91 kg alla velocità di volata di 848 m/s, con un tasso di fuoco di 4 colpi al minuto. All'elevazione massima di 15° avevano una gittata massima di 13 000 m. La nave trasportava 150 colpi per cannone.
La difesa dalle torpediniere era assicurata da 14 cannoni a fuoco rapido da 14 libbre Mk I. I cannoni furono modificati per usare un proiettile standard da 12,5 libbre (5,7 kg) utilizzato nei cannoni a tiro rapido da 12 libbre 18 cwt in servizio nella Royal Navy. Sparavano proiettili calibro 76 mm del peso, appunto, di 12,5 libbre alla velocità di volata di 777 m/s. La gittata massima e la velocità di fuoco sono sconosciute. Sulla Swiftsure erano trasportati 200 proiettili per cannone.
La nave montava anche quattro cannoni Hotchkiss a fuoco rapido da 57 mm sulle coffe di combattimento, anche se furono poi rimossi tra il 1906 e il 1908.
La nave era armata con un paio di tubi lanciasiluri sommersi da 450 mm, uno su ogni lato. Aveva a disposizione nove siluri.

### Corazzatura
Lo schema di corazzatura delle Swiftsure era comparabile a quello della classe Duncan. La cintura al galleggiamento era composta di corazzatura cementata Krupp spessa 178 mm. Era alta 2,4 m, di cui 1,6 m sotto al galleggiamento a carico standard. A prua e a poppavia delle paratie oblique da 51–152 mm che connettevano la cintura corazzata alle barbette, la cintura continuava, ma con spessore ridotto. Era spessa 152 mm all'altezza delle barbette e si assottigliava a 51 mm a prora e poppavia di esse. Continuava fino a prua, dove supportava il rostro a sperone. A poppa continuava fino al compartimento del meccanismo del timone e terminava in una paratia trasversale da 76 mm. Il corso di fasciame superiore da 178 mm ricopriva l'intera nave dal retro delle barbette fino al ponte di coperta. Le casematte sul ponte di coperta erano anche protette da piastre da 178 mm sui lati e sul davanti, ma la corazzatura sul retro era di soli 76 mm. I cannoni da 191 mm nella batteria erano separati da schermi spessi 25 mm con piastre da 127 mm a protezione del condotto di aspirazione del fumaiolo. Una paratia longitudinale da 25 mm divideva la batteria sull'asse di simmetria della nave.
Le facce delle torrette erano spesse 229 mm e i lati e retro erano da 203 mm. Il tetto delle torrette era spesso 51 mm e i tambucci d'avvistamento che proteggevano gli artiglieri erano spessi 38 mm. Sopra il ponte principale le barbette erano da 254 mm sul davanti e 203 mm sul retro. Sotto questo livello s'assotigliavano fino a 76 e 51 mm rispettivamente. Il torrione di comando era protetto da una corazzatura di 279 mm verso prua e 203 mm sul retro. la corazzatura del ponte dentro alla cittadella centrale variava tra il 25 e i 38 mm. Fuori dalla cittadella il ponte inferiore era spesso 76 mm e s'inclinava per raggiungere la cintura corazzata.

## Costruzione e servizio
La Swiftsure fu ordinata dal Cile col nome Constitución ed impostata il 26 febbraio 1902 presso il cantiere Armstrong Whitworth di Elswick. Fu varata il 12 gennaio 1903, completata nel giugno 1904 ed entrò in dervizio presso l'arsenale di Chatham il 21 giugno, in servizio con la Home Fleet. A causa di una riorganizzazione della flotta, nel gennaio 1905 la Home Fleet divenne Channel Fleet. Ebbe una collisone con la gemella Triumph il 3 giugno 1905 e soffrì danni a eliche, camminamento di poppa e scafo poppiero. La nave fu raddobbata presso l'arsenale di Chatham tra il giugno e il luglio 1906. La Swiftsure fu brevemente posta nella lista di riserva della base di Portsmouth dal 7 ottobre 1908 al 6 aprile 1909, quando rientrò in servizio nella Mediterranean Fleet. La nave fu riassegnata alla Home Fleet l'8 maggio 1912, fino aquando non entrò in cantiere per un importante ammodernamento durato dal settembre 1912 al marzo 1913. La Swiftsure rientrò in servizio il 26 marzo e fu nominata ammiraglia nella East Indies Station.

### Prima guerra mondiale
Durante la prima guerra mondiale la nave scortò convogli di truppe indiane da Bombay ad Aden dal settembre al novembre 1914, quando la distruzione dell'incrociatore leggero SMS Emden, che aveva dato del filo da torcere nell'Oceano Indiano alle navi da trasporto britanniche, rese inutile il suo supporto nella zona. La nave fu quindi trasferita al pattugliamento del canale di Suez a partire dal 1 dicembre, anche se rimase comunque l'ammiraglia della East Indies Station. Dal 27 gennaio 1915 la nave aiutò a difendere il canale vicino a El Qantara durante la prima offensiva di Suez delle forze ottomane.

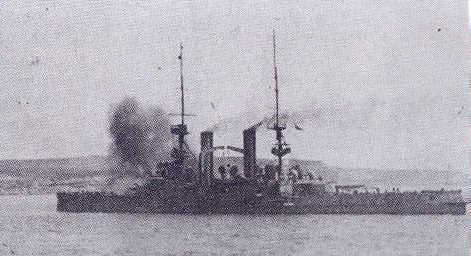
HMS Swiftsure in azione nei Dardenelli in supporto degli sbarchi di Capo Helles del 25 aprile 1915.

La Swiftsure fu sostituita come ammiraglia delle indie orientali dall'incrociatore corazzato Euryalus nel febbraio 1915 efu trasferita nei Dardanelli per servire nella campagna di Gallipoli.  Si unì alla squadra dei Dardanelli il 28 febbraio 1915 e il 2 marzo prese parte all'attacco contro Forte Dardanos. La nave e la sua gemella furono distaccate il 5 marzo per svolgere azioni contro i forti di Smirne e ritornarono nei Dardanelli il 9 marzo. Il 18 marzo partecipò all'attacco principale ai forti dello stretto e il 25 aprile supportò gli sbarchi principali di West Beach, a Capo Helles, e i successivi sbarchi, incluso l'attacco a Achi Baba del 4 giugno. Il 18 settembre un sottomarino tedesco cercò senza successo di attaccarla mentre era in viaggio da Moudros alla Baia di Suvla. Il 18 gennaio 1916 prese parte al bombardamento di Dedeağaç.
La Swiftsure lasciò i Dardanelli nel febbraio 1916, partendo da Kephale il 7 febbraio alla volta di Gibilterra, dove fu unita al 9th Cruiser Squadron per servire nel pattugliamento dell'Atlantico e come scorta per i convogli. Nel marzo 1917 fu allontanata dal 9th Cruiser Squadron, partendo dalla Sierra Leone il 26 marzo ed arrivando a Plymouth l'11 aprile. La Swiftsure fu disarmata presso Chatham il 26 aprile per formare nuovi equipaggi per navi antisommergibile. Fu quindi posta in riserva, essendo raddobbata nella metà del 1917, e poi utilizzata come nave caserma a partire dal febbraio 1918. Nell'autunno 1918 fu posta in disarmo e spogliata per poter servire come blockship, navi affondate in bassi fondali o imboccature di porti per bloccare il passaggio, per un secondo tentativo di raid contro Ostenda, ma la guerra finì prima che l'operazione potesse avvenire. La nave fu brevemente utilizzata come bersaglio, prima che fosse posta sulla lista di vendita nel marzo 1920. La Swiftsure fu venduta per essere demolita il 18 giugno 1920 dalla Stanlee Shipbreaking Company.